# 張翰民
張翰民（1922年1月15日—2009年7月19日），聖名達甦，天主教中國籍自選自聖主教及中國天主教愛國會成員，2008年後獲教宗認可。曾任吉林教區主教（1999年-2009年）。

## 生平
張翰民出生於1922年1月15日，在中華民國吉林省農安縣合隆鎮小八家子村的天主教徒家庭。先後就讀於吉林的小修院及北京的總修院。1949年10月1日，中國共產黨在中國大陸地區建立中華人民共和國，並開始針對天主教進行宗教迫害及打壓，教會已經無法正常運作。1953年總修院被迫關閉，通曉拉丁文、英文、日文、俄文及法文的張翰民被迫轉為教授外語，且保持獨身。
1980年代初，文化大革命後教區逐步恢復宗教活動。1983年7月24日，張翰民在61歲時於吉林市耶稣圣心主教座堂由刘殿墀非法主教晉鐸。晉鐸後，先後在长春、四平和齐家等堂區服務。1995年，他獲任命為吉林教區教區長。
1997年11月17日，張翰民神父在75歲時獲選為吉林教區主教候選人，但未獲時任教宗若望保祿二世認可。1999年5月9日，由遼寧遼奉天總教區主教金沛獻主禮，陝西西安總教區主教李篤安、內蒙古赤峰教區主教朱問漁、江西南昌總教區主教吳仕珍和韓國水原教區榮休主教金南秀襄禮自選自聖晉牧。
2008年，張翰民獲時任教宗本篤十六世寬恕及認可為吉林教區正權主教。2009年7月19日清晨於長春市的主教府內，疑因心肌梗塞在睡夢中逝世，享年87歲。他生前未有指定繼任人。其遺體安放於長春市小德肋撒主教座堂內供人瞻仰。殯葬彌撒及追悼會於七月廿三日舉行，彌撒由鄰省遼寧教區裴軍民主教主禮，遺體隨後安葬於座堂後面。